# Tim Slyfield
Timothy James Slyfield –conocido como Tim Slyfield– (Howick, 30 de enero de 1975) es un deportista neozelandés que compitió en judo. Ganó cuatro medallas en el Campeonato de Oceanía de Judo entre los años 1998 y 2014.

## Palmarés internacional
| Campeonato de Oceanía | Campeonato de Oceanía    | Campeonato de Oceanía | Campeonato de Oceanía |
| Año                   | Lugar                    | Medalla               | Categoría             |
| --------------------- | ------------------------ | --------------------- | --------------------- |
| 1998                  | Apia (Samoa)             | Medalla de oro        | –81 kg                |
| 2000                  | Sídney (Australia)       | Medalla de oro        | –81 kg                |
| 2013                  | Apia (Samoa)             | Medalla de plata      | –100 kg               |
| 2014                  | Auckland (Nueva Zelanda) | Medalla de plata      | –100 kg               |